# Cảnh quan văn hóa ǂKhomani
Cảnh quan văn hóa ǂKhomani là một Di sản thế giới được UNESCO công nhận nằm trên khu vực biên giới gần với Botswana và Namibia, thuộc Bắc Cape, Nam Phi. Ranh giới của nó trùng với Vườn quốc gia Kalahari Gemsbok.
Dải cát rộng lớn của khu vực này chứa đựng bằng chứng về sự chiếm đóng của con người từ thời kỳ đồ đá cho đến hiện tại, gắn liền với văn hóa của người ǂKhomani trước đây và giờ là những người San cho phép họ thích nghi với điều kiện sa mạc khắc nghiệt. Họ đã phát triển kiến thức dân tộc học cụ thể, thực hành nghi lễ, văn hóa và một thế giới quan liên quan đến các đặc điểm địa lý môi trường của họ. Cảnh văn hóa ǂKhomani bao gồm một số bức tranh khắc đá là minh chứng cho lối sống thịnh hành trong khu vực và định hình địa điểm này qua hàng ngàn năm.